# Cody Brenner
Cody Brenner (* 19. Januar 1997 in Bogen) ist ein deutsch-kanadischer Eishockeytorwart, der seit Juli 2024 bei den Löwen Frankfurt aus der Deutschen Eishockey Liga (DEL) unter Vertrag steht. Zuvor war Brenner unter anderem vier Spielzeiten für die Bietigheim Steelers in der DEL und DEL2 aktiv.

## Karriere

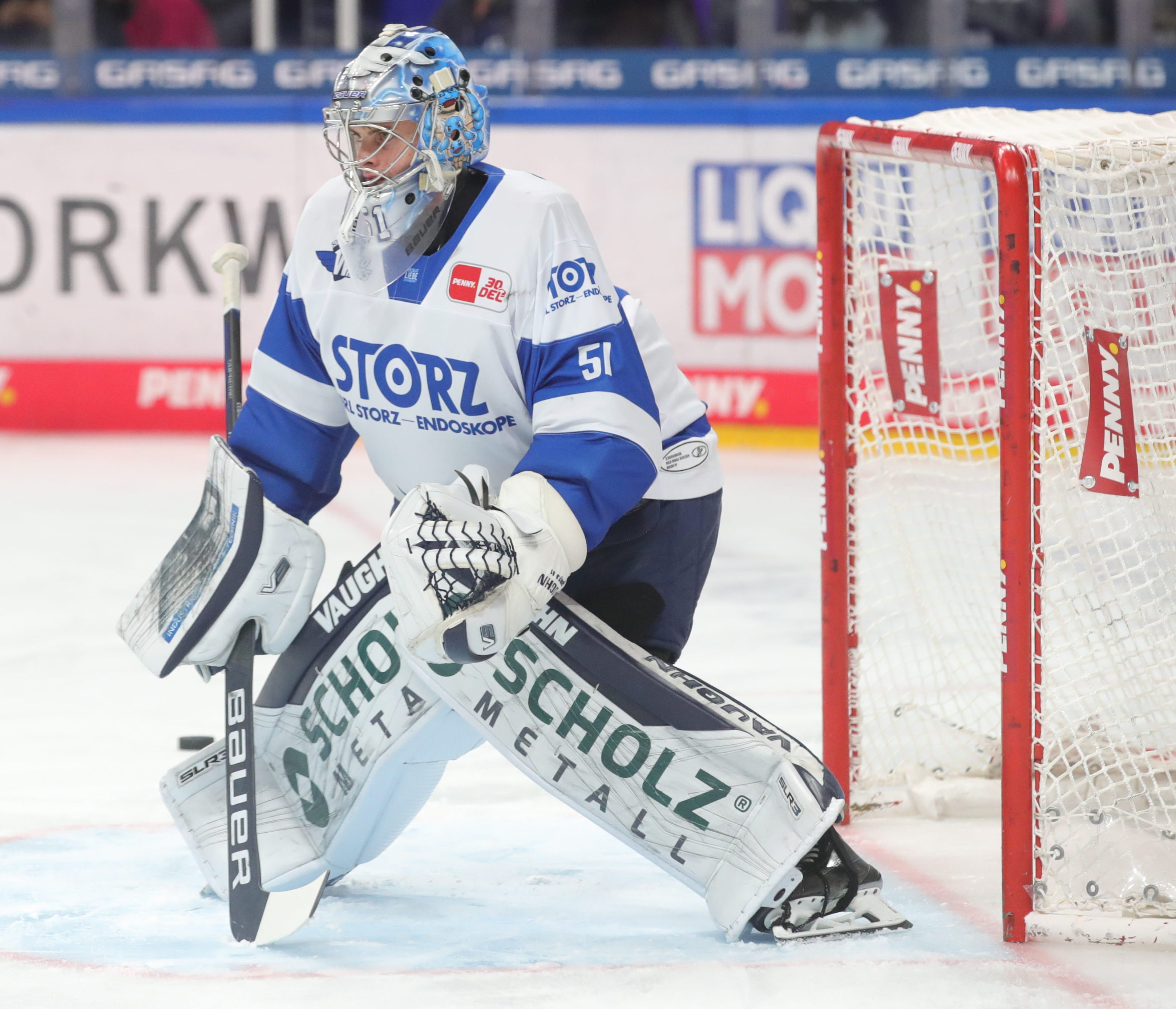
Brenner im Trikot der Schwenninger Wild Wings (2023)

Cody Brenner begann seine Karriere im Nachwuchs des Deggendorfer SC, wo er von 2010 bis 2013 hauptsächlich in der Schüler-Bundesliga zum Einsatz kam. Zur Saison 2013/14 wechselte er in die Jugendmannschaft des EV Regensburg in die Deutsche Nachwuchsliga (DNL). In den Jahren 2013 bis 2017 absolvierte Brenner neben den Spielen in der DNL auch Partien für die Profimannschaft Regensburgs in der drittklassigen Oberliga.
Zur Saison 2017/18 kehrte der junge Torhüter im Rahmen einer Förderlizenz mit den Straubing Tigers nach Deggendorf zurück. Dort konnte er mit seiner Mannschaft den Hauptrundensieg der Oberliga Süd und schließlich den Aufstieg in die DEL2 feiern. Auch in der folgenden Saison 2018/19 blieb Brenner den beiden niederbayerischen Vereinen treu. Zur Saison 2019/20 wechselte Brenner zu den Bietigheim Steelers, die ebenfalls in der DEL2 beheimatet waren. Mit den Steelers stieg Brenner im Frühjahr 2021 in die Deutsche Eishockey Liga (DEL) auf, aus der die Mannschaft nach zweijähriger Zugehörigkeit am Ende der Spielzeit 2022/23 wieder abstieg. Der Torwart verließ den Klub daraufhin und wechselte innerhalb der DEL zur Saison 2023/24 für ein Jahr zu den Schwenninger Wild Wings. Dort kam er als Ersatzmann des Schweden Joacim Eriksson zu 14 Einsätzen. Zur Saison 2024/25 erfolgte mit der Vertragsunterschrift bei den Löwen Frankfurt ein erneuter Wechsel innerhalb des deutschen Eishockey-Oberhauses.

### International
Cody Brenner vertrat Deutschland erstmals bei der U-17 World Hockey Challenge im Januar 2014. Drei Jahre später belegte er bei der U20-Junioren-Weltmeisterschaft der Division IA 2017 den zweiten Platz.

## Erfolge und Auszeichnungen
- 2018 Aufstieg in die DEL2 mit dem Deggendorfer SC
- 2021 Meister der DEL2 und Aufstieg in die DEL mit den Bietigheim Steelers

## Karrierestatistik
Stand: Ende der Saison 2024/25

### International
Vertrat Deutschland bei:
- World U-17 Hockey Challenge Januar 2014
- U20-Junioren-Weltmeisterschaft der Division IA 2017

(Legende zur Torhüterstatistik: GP oder Sp = Spiele insgesamt; W oder S = Siege; L oder N = Niederlagen; T oder U oder OT = Unentschieden oder Overtime- bzw. Shootout-Niederlage; Min. = Minuten; SOG oder SaT = Schüsse aufs Tor; GA oder GT = Gegentore; SO = Shutouts; GAA oder GTS = Gegentorschnitt; Sv% oder SVS% = Fangquote; EN = Empty Net Goal; 1 Play-downs/Relegation; Kursiv: Statistik nicht vollständig)